# Euceros unispina
Euceros unispina är en stekelart som beskrevs av Dmitriy R. Kasparyan 1984. Euceros unispina ingår i släktet Euceros och familjen brokparasitsteklar. Inga underarter finns listade i Catalogue of Life.